# Greyton
Greyton (Nederlands, verouderd: Weltevreden) is een klein stadje met 3000 inwoners, in de Zuid-Afrikaanse provincie West-Kaap. Greyton behoort tot de gemeente Theewaterskloof dat onderdeel van het district Overberg is.

## Subplaatsen
Het nationaal instituut voor de statistiek, Stats SA, deelt sinds de census 2011 deze hoofdplaats in in 3 zogenaamde subplaatsen (sub place):
Bosmanskloof • Greyton SP • Heuwelkroon.